# Sven Delblanc
Sven Delblanc (Swan River, Manitoba, 26 de mayo de 1931- Sunnersta, 15 de diciembre de 1992) fue un profesor y escritor sueco galardonado en 1982 con el Premio de Literatura del Consejo Nórdico.

## Biografía
Nació en Canadá y creció en Trosa (Suecia). Sus padres se divorciaron y su padre, Siegfried Axel Herman Delblanc, se volvió a casar. Su abuelo paterno, Friedrich Hermann Delblanc, un librero de Estocolmo, provenía de Sajonia.  
Su abuelo materno inspiró al personaje de Samuel en Samuels bok (1981). Sus parientes por parte de madre eran de Väse, al oeste de Suecia, y su abuela materna era noruega. Durante el siglo XV, la familia de su padre (los Delblanc) vivía en Francia, cerca de Le Puy, y después desertó a Alemania. 

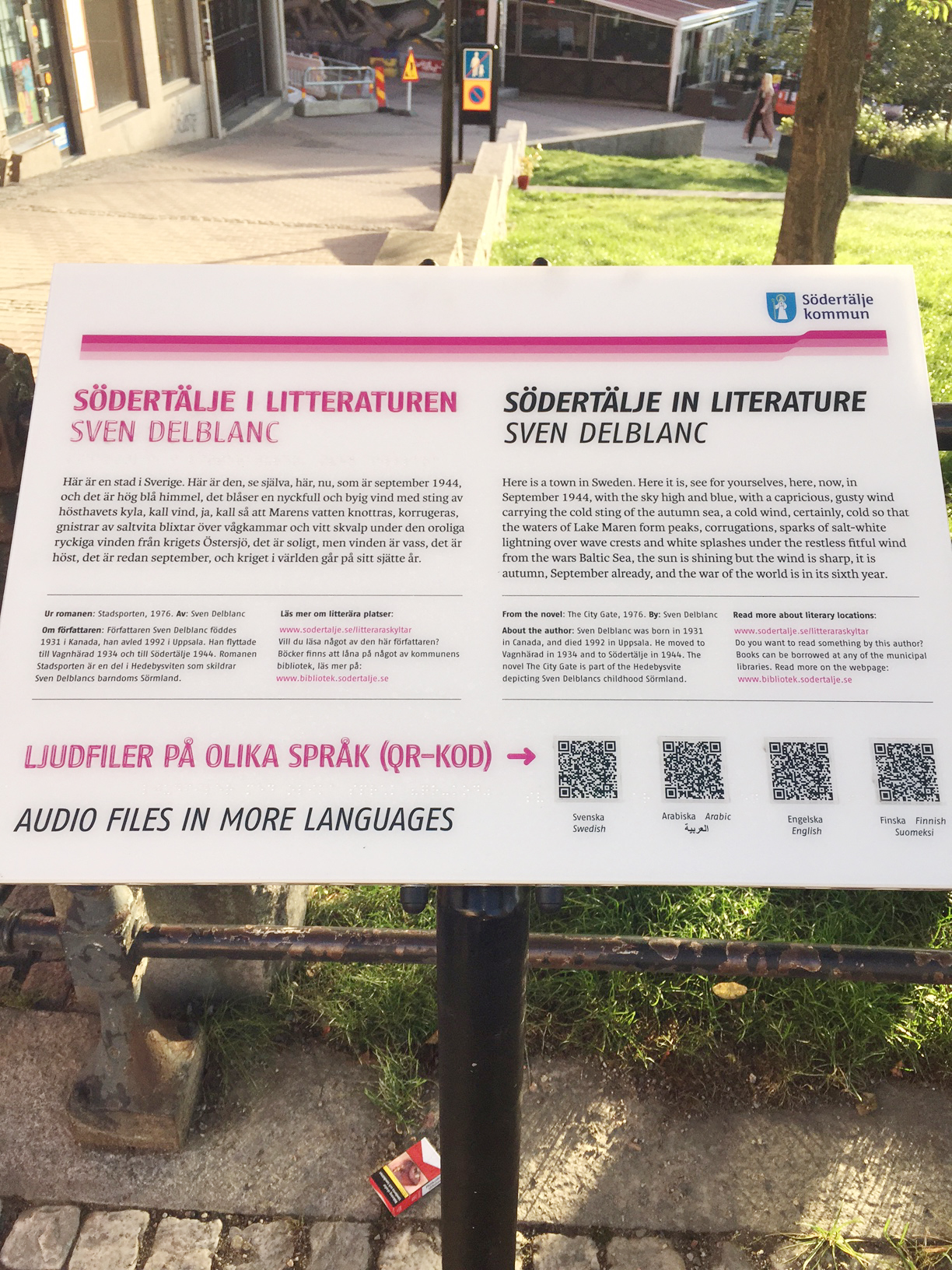
Placa conmemorativa de Sven Delblanc en Södertälje

## Obras
| - Eremitkräftan (1962) - Prästkappan (1963) - Homunculus (1965) (English: Homunculus: A Magic Tale) - Ära och minne (1965) - Nattresa (1967) - Åsnebrygga (1969) - Åminne (1970) - Zahak (1971) - Trampa vatten (1972) - Teatern brinner (1973) - Stenfågel (1973) - Primavera (1973) - Vinteride (1974) - Stadsporten (1976) - Grottmannen (1977) - Gunnar Emmanuel (1978) - Gröna vintern (1978) - Kära farmor (1979) | - Stormhatten: Tre Strindbergsstudier (1979) - Speranza (1980) (English: Speranza) - Samuels bok (1981) - Samuels döttrar (1982) - Senecas död (1982) - The Castrati: A Romantic Tale (1983) - Jerusalems natt (1983) - Kanaans land (1984) - Maria ensam (1985) - Fågelfrö (1986) - Moria land (1987) - Änkan (1988) - Damiens (1988) - Ifigenia (1990) - Livets ax (1991) - Slutord (1991) - Homerisk hemkomst: Två essäer om Iliaden och Odysséen (1992) - Agnar (1993) |

## Televisión
- 1968 – Lekar i kvinnohagen
- 1978 – Hedebyborna
- 1986 – Prästkappan
- 1990 – Kära farmor
- 1992 – Maskeraden

## Teatro
- Kastrater (1977)

## Premios
- Aftonbladets litteraturpris (1965)
- BMF-plaketten (1970)
- Svenska Dagbladets litteraturpris (1970)
- Litteraturfrämjandets stora romanpris (1970)
- Zornpriset (1970)
- Sixten Heymans pris (1974)
- BMF-plaketten (1981)
- Nordiska rådets litteraturpris (1982) por Samuels bok
- Övralidspriset (1985)
- Pilotpriset (1986)
- Kellgrenpriset (1989)
- Augustpriset (1991) por Livets ax
- BMF-plaketten (1991)
- Gerard Bonniers pris (1992)